# Takydromus dorsalis
Takydromus dorsalis là một loài thằn lằn trong họ Lacertidae. Loài này được Stejneger mô tả khoa học đầu tiên năm 1904.